# Obroatis humeralis
Obroatis humeralis là một loài bướm đêm trong họ Erebidae.